# Chapelle Sainte-Marie-du-Val de Nogent-sur-Marne
La Chapelle Sainte-Marie-du-Val est une chapelle bâtie au XXe siècle, et située boulevard de la Marne à Nogent-sur-Marne.

## Historique
Le 26 mai 1963, la pose de la première pierre est bénie par le cardinal Pierre Veuillot. Elle est inaugurée la nuit de Noël en 1965 et consacrée le 9 janvier 1966.
Elle accueille la communauté copte de Nogent depuis 2011,.

## Description
L’autel est fait d’un bloc de calcaire blanc et d’une table de granit noir de Suède, aux quatre coins de laquelle sont gravées des croix. Dans cette autel ont été déposées des reliques de sainte Justine, sainte Innocence et sainte Victoire.